# Armenische Nationallegion
Die Armenische Nationallegion (ukrainisch Вірменський національний легіон, armenisch Հայկական լեգեոն) ist eine Militäreinheit der Streitkräfte der Ukraine, aufgestellt aus armenischen Freiwilligen. Die Einheit wurde im Juni 2023 gegründet, um während des Russisch-Ukrainischen Krieges für die Ukraine zu kämpfen.

## Aufstellung

### Geschichte
Nach dem Treffen des Premierministers Armeniens mit Vertretern der armenischen Gemeinde der Ukraine in der Republik Moldau, entstand der Vorschlag, eine armenische Legion zu gründen. Bei der Veranstaltung zur Gründung waren der erste Botschafter der Ukraine in Armenien, Oleksandr Bozhko, sowie der Politiker Dmytro Kortschynskyj anwesend.

### Aufgaben
Die Spezialisierung dieser Einheit umfasst die Durchführung von Luftaufklärungsaufgaben, den Einsatz von Angriffsdrohnen und Kamikaze-Drohnen sowie Bodenoperationen.

### Symbolik
Die offizielle Flagge der Legion ist die Flagge des mittelalterlichen armenischen Königreichs Ani, die gleichzeitig ein inoffizielles Symbol der armenischen Gemeinde in der Ukraine darstellt.